# Acido vanilmandelico
L'acido vanilmandelico (VMA) è un intermedio chimico nella sintesi degli aromi artificiali alla vaniglia ed è un metabolita allo stadio terminale delle catecolammine (dopamina, epinefrina e noradrenalina). È prodotto tramite metaboliti intermedi.; nelle urine di soggetti sani rappresenta il 50% circa dei prodotti di degradazione delle catecolammine presenti, insieme al 40% di metanefrina.

## Sintesi chimica
La sintesi dell'acido vanilmandelico è il primo passo di un processo in due fasi praticato dalla Rhodia dagli anni Settanta per sintetizzare la vaniglia artificiale. In particolare, la reazione comporta la condensazione di guaiacolo e acido gliossilico in una soluzione acquosa ghiacciata con idrossido di sodio.

## Eliminazione biologica
L'acido vanilmandelico si trova nelle urine, insieme ad altri metaboliti della catecolammina, tra cui acido omovanillico (HVA), metanefrina e normetanefrina.

## Significato clinico
La concentrazione di acido vanilmandelico urinario è elevata nei pazienti con tumori che secernono catecolammine.
L'esame dell'acido vanilmandelico urinario è di fondamentale importanza nella diagnosi di feocromocitoma; poiché il feocromocitoma è un tumore che colpisce la zona del surrene, da cui deriva una ipersintesi di catecolammine, la presenza dell'acido vanilmandelico in questi soggetti risulta superiore ad una quota urinaria del 50%.
L'esame è condotto sulle urine raccolte nell'arco delle 24 ore, e queste ultime vanno acidificate con acido cloridrico. In esso viene valutata la quantità escreta (di solito ogni 24 ore) insieme alla clearance della creatinina e viene misurata anche la quantità di cortisoli, catecolammine e metanefrine escrete.
La noradrenalina viene metabolizzata in normetanefrina e acido vanilmandelico. La noradrenalina è uno degli ormoni prodotti dalle ghiandole surrenali, che si trovano in cima ai reni.